# Lycoperdon perlatum
El pedo de lobo, cuesco de lobo o bejín perlado (Lycoperdon perlatum) es un hongo del orden Agaricales.

## Descripción
El carpóforo tiene forma redondeada, de entre 2 y 5 cm de diámetro y entre 4 y 9 de altura. El exoperidio —capa externa que cubre el cuerpo fructífero del hongo— es blanquecino-grisáceo y se encuentra cubierto de pequeños abultamientos o «perlas» (de donde le viene el epíteto específico) redondeadas o cónicas, que dejan pequeñas cicatrices o marcas al caer. La gleba —masa carnosa interior— es de color blanco cuando es joven y pardo clara al madurar, pasando por una tonalidad amarillo-verdosa. Cuando madura, la seta se abre por un poro apical, por donde saldrán las esporas, que son globosas, ligeramente verrugosas y de entre 4 y 5 μm.

## Hábitat
Es una especie muy común que aparece en gran cantidad de tipos de bosques.

## Comestibilidad
Es un hongo comestible pero solo cuando aún la carne es blanca, y por lo tanto, el hongo es joven. Su carne es mediocre.